# Мастер не на все руки
«Мастер не на все руки» (англ. Master of None) — американский комедийный сериал Азиза Ансари и Алана Янга, повествующий о жизни малоуспешного нью-йоркского актёра индийского происхождения. Все 10 эпизодов первого сезона были выпущены на ресурсе Netflix 6 ноября 2015 года. После успеха дебютного сезона был заказан второй десятисерийный, который вышел 12 мая 2017 года. Несмотря на положительную реакцию и на него, Ансари отложил третий сезон до того времени, когда (и если) его жизненные обстоятельства накопят новый материал для сериала.

## Сюжет
30-летний нью-йоркец Дев зарабатывает на жизнь небольшими ролями в рекламе и фильмах категории B. Пока его ровесники заводят семьи, он в компании других одиноких друзей пытается интересно проводить время.

## Актёры
- Азиз Ансари — Дев Шах, второсортный актёр
- Эрик Верхейм — Арнольд Баумхайзер, тучный друг Дева
- Келвин Ю — Брайан Ченг, друг Дева китайского происхождение (основан на Алане Янге)
- Лена Уэйт — Дениз, подруга Дева, лесбиянка
- Шукат и Фатима Ансари — родители Дева
- Ноэль Уэллс (первый сезон) — Рэйчел, девушка Дева, музыкальный промоутер
- Х. Джон Бенжамин (первый сезон) — Бенджамин, актёр, коллега Дева по фильму
- Алессандра Мастронарди (второй сезон) — Франческа, друг и романтический интерес Дева
- Бобби Каннавале (второй сезон) — Джеф, повар и телевизионная персона

## Реакция
Сериал получил всеобщее признание критиков: все рецензии на оба сезона на агрегаторах Rotten Tomatoes и Metacritic были положительными. Обработав списки «Топ 10 сериалов 2015», Metacritic поставил «Мастера» на 7-е место среди сериалов года. Первый сезон получил несколько премий и номинаций на них, Ансари был номинирован на «Золотой глобус» как актёр.

## Награды и номинации
- 2016 — премия «Эмми» за лучший сценарий для комедийного сериала (Азиз Ансари, Алан Янг), а также три номинации: лучший комедийный сериал, лучшая режиссура для комедийного сериала (Азиз Ансари), лучшая мужская роль в комедийном сериале (Азиз Ансари).
- 2016 — премия AFI Awards за лучшую телепрограмму года.
- 2016 — номинация на премию «Золотой глобус» за лучшую мужскую роль в комедийном сериале (Азиз Ансари).
- 2017 — две премии «Эмми» за лучший сценарий для комедийного сериала (Азиз Ансари, Лена Уэйт) и за лучший монтаж для комедийного сериала (Дженнифер Лилли), а также 6 номинаций: лучший комедийный сериал, лучшая мужская роль в комедийном сериале (Азиз Ансари), лучшая приглашённая актриса в комедийном сериале (Анджела Бассетт), лучший кастинг для комедийного сериала (Коди Бики, Тереза Радзаути), лучшая работа с музыкальным сопровождением (Зак Коуи, Крри Друтин), лучшее сведение звука (Джош Бергер, Майкл Бароски).
- 2017 — номинация на премию «Спутник» за лучший комедийный сериал.
- 2018 — премия AFI Awards за лучшую телепрограмму года.
- 2018 — премия «Золотой глобус» за лучшую мужскую роль в комедийном сериале (Азиз Ансари), а также номинация в категории «Лучший комедийный сериал».
- 2018 — номинация на премию Гильдии киноактёров США за лучшую мужскую роль в комедийном сериале (Азиз Ансари).
- 2018 — номинация на премию Гильдии режиссёров США за лучшую режиссуру для комедийного сериала (Азиз Ансари, Мелина Мацукас).
- 2018 — номинация на премию Гильдии сценаристов США за лучший комедийный сериал.
- 2018 — номинация на премию «Спутник» за лучшую мужскую роль в комедийном сериале (Азиз Ансари).
- 2022 — номинация на премию «Спутник» за лучшую женскую роль в комедийном сериале (Лена Уэйт).